# Opatovice I
Opatovice I település Csehországban, a Kutná Hora-i járásban. Opatovice I Černíny, Červené Janovice, Štipoklasy és Úmonín településekkel határos. Lakosainak száma 181 fő (2024. január 1.).

## Népesség
A település lakosságának változását az alábbi diagram mutatja:
| Lakosok száma | 472  | 482  | 438  | 294  | 141  | 104  | 127  | 127  | 156  | 181  |
|               | 1869 | 1890 | 1921 | 1950 | 1980 | 2001 | 2017 | 2019 | 2022 | 2024 |